# Hans-Georg Backhaus
Hans-Georg Backhaus, född 1929 i Remda, är en tysk ekonom och filosof och en av de viktigaste forskarna inom området för Marx värdeteori. Ett långvarigt samarbete med Helmut Reichelt inleddes under hans studentår. Båda anses vara medgrundare av den så kallade Neue Marx-Lektüre (ungefär "den nya marxläsningen").

## Biografi
Backhaus emigrerade från Östtyskland (DDR) till Västtyskland på 1950-talet. Han studerade filosofi, sociologi och politisk ekonomi först i Heidelberg och sedan i Frankfurt am Main. 
Som student på 1960-talet sysslade han med Marx värdeteori. Vid den tiden råkade Backhaus hitta ett exemplar av den första upplagan av Kapitalet (1867), som mestadels försummades av Marx-tolkare, i Hermann Brills (1895–1959) bibliotek. Enligt Backhaus fick denna upptäckt honom att bli varse olika uppfattningar om Marx värdeteori vilket avsevärt påverkade hur han tolkade Marx vid den tiden. Vinterterminen 1964/65 höll han en föreläsning för Theodor W. Adorno (1903–1969) om kategorin fördubbling och värdeformsanalysen. På denna grund skrev han sin examensuppsats 1968 som blev grunden för hans mest kända essä Om värdeformens dialektik (1969) (original: Zur Dialektik der Wertform). 
Under åren som följde publicerade Backhaus flera essäer om Marx kritik av den politiska ekonomin, där han vidareutvecklade sin tolkning av Marx på ett självkritiskt sätt. 
Han arbetade som lektor vid universiteten i Frankfurt am Main och Bremen och var med och grundade ett Marx-kollokvium, som utvecklades till Marx-Gesellschaft e. V. med säte i Hamburg.

## Forskning
Backhaus forskar i första hand om fetischismen hos kapitalistiska relationer. Han undersöker det ekonomiska objektets särskilda föremålslighet såväl som dess motsägelsefulla struktur och frågar hur det kan utforskas med hjälp av icke-empiriska teorier. I detta sammanhang anser Backhaus Marx analys av värdeformen som grundläggande. Hans arbete syftar till att  kritisera nationalekonomernas fetischistiska tänkande för att påpeka deras aporia.
Ett fokus för Backhaus forskning Marx kritik. Backhaus behandlar dess innebörd, utveckling och möjligheten att applicera Marx kritik på moderna teorier som nyklassicism eller nyrikardianism. Han tolkar Marx värdeteori som en monetär värdeteori, som i första hand bygger på analysen av värdeformen. Det senare tjänar till att definiera pengars väsen. I negativ bemärkelse är Marx teoretiska arbete en kritik av vad Backhaus kallar pre-monetära värdeteorier. Därigenom ställer Backhaus den marxistiska värdeteorin mot den traditionella marxistiska tolkningen och den neoklassiska ekonomins subjektiva värdeteori.
Enligt Backhaus är "värde" som ett resultat av arbete initialt pre-monetärt. Å andra sidan kan värde endast realiseras i bytesvärdesstrukturer. Backhaus granskade intensivt den första upplagan av Kapitalet. Det är i första hand på denna grund som han ser meningen med Marx analys av värdeformen i att visa att ett pre-monetärt utbyte av varor inte kan tänkas utan motsägelse. Han framhåller inte bara det nära sambandet mellan teorin om värde och pengar, utan också sambandet mellan teorin om värde och kapital. 
I diskursen om Marx värdeformsanalys, vars tolkning är mycket kontroversiell, förespråkar Backhaus en så kallad logisk läsning.  Han medger att andra tolkningar är relativt rimliga. Däremot menar han att man måste läsa Kapitalet eller värdeformsanalysen ”logiskt” för att kunna förstå och lösa de problem som Marx stod inför. Backhaus anser att det är relativt svårt att rekonstruera de spår som talar för denna läsning i Marx sena verk. I den fjärde delen av sitt Material för rekonstruktion av Marx värdeteori kommer han därför till slutsatsen att man bara kritiskt behöver ta upp det som är användbart från Marx verk för att bättre lösa problemen. 
När det gäller frågan om hur Marx metod ska rekonstrueras förespråkar Backhaus att Marx-tolkare hänvisar till manuskripten Grundrisse (1857/58) eller den så kallade Urtext (1858) av Till kritiken av den politiska ekonomin (1859), som endast publicerades postumt. Från och med Till kritiken har Marx delvis dolt sin metod och ibland bara presenterat resultat i förenklad form i sina publicerade verk.  Backhaus kritiserar Friedrich Engels (1820–1895) och därefter många traditionella uttolkare för hur de tolkat Marx metod. Det gäller framför allt förhållandet mellan kategorisk utveckling och det historiska i Marx kritik av den politiska ekonomin. Backhaus kritiserar i detta sammanhang den så kallade logisk-historiska metoden och teorin om enkel varuproduktion. Marx själv menade dock att man kunde tolka honom på detta sätt. 

## Påverkan
Enligt Jan Hoffs studie Marx global (2009) var det viktigt att Backhaus stötte på den första upplagan av Kapitalet (1867) på 1960-talet och granskade den i detalj. Detta fynd var en anledning till att flera Marx-tolkare i Västtyskland granskade de olika utgåvorna av boken med hänsyn till hur Marx använde värdeteorin respektive värdeformsteori i de olika texterna. 
Backhaus essä Zur Dialektik der Wertform (1969) trycktes i relativt stora upplagor. Uppsatsen har översatts till flera språk. Vissa betraktar det som grunddokumentet för Neue Marx-Lektüre. 
Backhaus texter mottogs också i de realsocialistiska länderna. På 1970-talet gjorde professor Vladimir Petrovic Sjkredov vid Lomonosov-universitetet i Moskva Backhaus texter till obligatorisk läsning vid  sina seminarier. Liksom Backhaus kritiserade Sjkredov den traditionella tolkningen att Kapitalet börjar med den enkla produktionen av varor. En del Marx-forskare i Östtyskland också tog upp denna kontrovers. 

## Kritik
Visserligen anses Backhaus vara initiativtagare till en ny läsning av Marx, men några av dess företrädare kritiserade Backhaus syn på de påstådda brotten, historiseringarna och tendenserna till popularisering i Marx verk.